# Shūr Del
Shūr Del (persiska: شور دل, Shūreh Del) är en ort i Iran.   Den ligger i provinsen Östazarbaijan, i den nordvästra delen av landet, 400 km nordväst om huvudstaden Teheran. Shūr Del ligger 1 694 meter över havet och antalet invånare är 338.
Terrängen runt Shūr Del är kuperad österut, men västerut är den platt. Runt Shūr Del är det ganska glesbefolkat, med 47 invånare per kvadratkilometer. Närmaste större samhälle är Sarāb, 12,5 km väster om Shūr Del. Trakten runt Shūr Del består i huvudsak av gräsmarker.